# 亨利·雷士德
亨利·雷士德（Henry Lester，1840年—1926年），英國南安普敦人，是上海租界時代的著名建筑师、房产商和慈善家。
雷士德是弟兄4人中最小的一个，他取得建筑学学士学位后，由于3个哥哥都相繼死于一种不知名的疾病，被告知必须离开家乡，离开英格兰，离得越远越好。于是在1867年，雷士德带着忧伤和恐惧，搭乘一条货轮，来到遥远的中国上海。与他同船來滬的另一位英格兰人马立师（Gordon Morriss，即今瑞金宾馆1号楼旧主人），后來成為他的一位合伙人。

## 建筑师與房产商生涯
作为进入上海最早的专业建筑师之一，年輕的雷士德服务于上海公共租界工部局，负责租界的城市规划和建设监督。1860年代恰逢上海租界第一个经济增长和市政发展的高峰期。1860年至1862年，由于太平天國的忠王李秀成帶兵东进，中國傳統上最繁榮富裕的一批城市──镇江、常州、无锡、苏州、松江、湖州、嘉興、杭州、宁波，幾乎在轉眼之間全都落入太平军之手，一時引起空前的難民潮。原因很清楚：這些地方的財富本來就是掠奪的目標，加上這一帶科舉鼎盛，中國有一半以上的官員出生在這一地區，許多家族都有人在清政府任職，看來不可避免的要成為鎮壓的目標。兩年間，估计有50万以上的难民涌入上海租界避难，他們中不少人携带大批金银；战后，仍有大批难民滞留上海。短短數年間，上海租界的居民從原來的大約三百人（幾乎全是英美僑民）增加到數十萬。
1878年—1883年，雷士德任上海法租界公董局的董事、副总董，以及上海公共租界工部局董事。雷士德还通过以房地产参股合资或收购股票的方式，成为上海多家商行、公司的股东或主要股东。包括外资在华的最大的报业印刷出版集团字林西报和英商上海电车公司。雷士德還曾任字林洋行的董事长。这一时期，上海早期最大的地产商，美国人史密士（Edwin Smith）開辦的史密士洋行（Shanghai Real Estate Agency）邀請雷士德為合作伙伴，于是雷士德就成了史密士洋行的股东。1880年代，史密士退休回国，其名下的房地产几乎全数转入雷士德的名下，雷士德一跃成了上海的房地产巨子。
1913年，他和另外2位英国侨民、大地产商马立师和约翰逊（George A.Johnson）合伙组建德和洋行（Lester，Johnson＆Morriss），曾经是上海最著名的建筑设计事务所之一，留下先施公司（1917年）、日清汽船公司（1921年）、普益大楼（1922年）、字林大楼（1924年）、台湾银行（1926年）、上海仁济医院（1932年）、雷士德工学院（1934年）、三菱银行（1936年）、迦陵大楼（1937年）等作品，今天大多列为上海优秀近代建筑。 

## 慈善家
雷士德虽然拥有惊人的财富，但生活却十分简朴，他常穿用朋友用过的旧衣物、领带；没有私人汽车和私人「黄包车」，外出大多乘电车，这样一方面节省了开支，同时还可以了解司售人员的服务质量。当然，这些朴素的行为也成为许多人讥讽的对象。

### 设立雷士德基金会
与生活节俭迥然相反的是，雷士德对于慈善事业却是极其慷慨。1926年5月24日雷士德在上海逝世，葬在静安公墓（今静安公园）。他终身未娶，沒有后代。根据他的遗嘱，用他名下的全部产业成立雷士德基金会，用于发展上海的教育卫生事业。1926年雷士德遗产估价总资产为1434万两，1927年升值到2000万两。
1934年，雷士德工学院在虹口（今长治路505号海员医院）建成开学（1944年停办），1935年，雷士德医学院（今北京西路1314——1320号上海医药工业研究院）落成开学。规定以华人子弟为主要学生，并适当接纳除英、美、法三国以外的其他国籍学生。雷士德工学院主建筑的平面与立面酷似一架展翅迎风的战斗机，建筑的细部多以天平、角尺、齿轮、圆规、烧杯等科学仪器与机械图案作装饰。
雷士德基金会还投资兴建了位于上海市中心山东路上的仁济医院新楼，仁济医院一度被叫作「雷士德医院」。雷士德基金会在虹桥路投资兴建的上海聋哑学校，成为中国规模最大、设施精良的残疾人学校。 雷士德还曾多次捐赠大笔资金给上海车夫福音会，救济贫苦的人力车夫，免费向其提供衣食、住宿、医疗和教育服务，并为他们在嘉兴路建立了一座礼拜堂。

### 雷士德基金会申请标准
现在，在英国的雷士德基金会接受符合以下条件的申请者的申请：
1. 中华人民共和国的公民。
2. 在英国的大学或研究机构从事研究生或更高水平的学习。
3. 学习和研究的领域包括：建筑学、医药学、计算机发展和机械科学。
4. 申请者的教授，系主任或其他相关专家的正式书面推荐。
5. 申请者将返回中国。
6. 一般来讲，申请者所学的知识与技术将有益于中国人民。